# Junnar
Junnar es una ciudad y municipio situada en el distrito de Pune en el estado de Maharashtra (India). Su población es de 25315 habitantes (2011). Se encuentra a 83 km de Pune.

## Demografía
Según el censo de 2011 la población de Junnar era de 25315 habitantes. Junnar tiene una tasa media de alfabetización del 90,40%, superior a la media estatal del 82,34%: la alfabetización masculina es del 94,44%, y la alfabetización femenina del 86,10%.